# جيمي سميث (لاعب كرة قاعدة)
جيمي سميث (بالإنجليزية: Jimmy Smith)‏ هو لاعب كرة قاعدة أمريكي، ولد في 1 فبراير 1874 في إلينوي في الولايات المتحدة، وتوفي في 24 ديسمبر 1960 في ساغيناو في الولايات المتحدة.